# Shavington cum Gresty
Shavington cum Gresty – civil parish w Anglii, w hrabstwie ceremonialnym Cheshire, w dystrykcie (unitary authority) Cheshire East.